# José Ramón Goyeneche Bilbao
José Ramón Goyeneche Bilbao (Arrieta, 15 d'octubre de 1941) va ser un ciclista basc, que fou professional entre 1965 i 1968. Quan era amateur va participar en els Jocs Olímpics de Tòquio de 1964 en la prova de Contrarellotge
per equips.

## Palmarès
- 1966
  - 1r al Cinturó ciclista internacional de Mallorca
- 1968
  - Vencedor d'una etapa a la Vuelta a los Valles Mineros
  - 2n a la Volta a La Rioja
  - 3r al Gran Premi de Laudio

### Resultats a la Volta a Espanya
- 1965. 49è de la classificació general
- 1968. 48è de la classificació general

### Resultats al Tour de França
- 1967. Abandona